# 亞伯特·希斯
亞伯特·希斯（英語：Albert "Tootie" Heath，1935年5月31日—2024年4月3日），是美國爵士樂的硬博普樂鼓手，也是中音薩克斯風手吉米·希斯、低音提琴手珀西·希斯的兄弟。